# Меч святого Петра

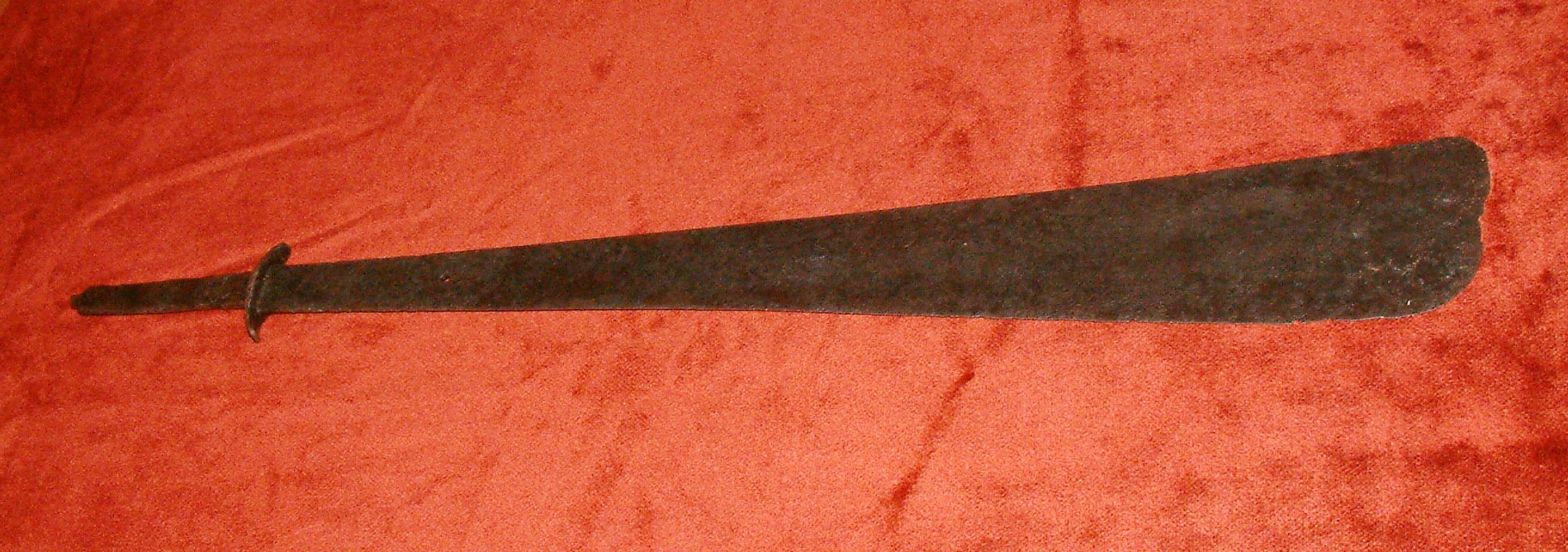
Меч в музее Познанского архидиоцеза.

Меч свято́го Петра́ — реликвия, отождествляемая с мечом, которым, согласно Евангелиям, апостол Пётр, движимый горячей любовью и преданностью, во время взятия Христа под стражу отсёк правое ухо рабу первосвященника — Малху. Это происшествие упоминается во всех четырёх евангелиях, хотя лишь одно Евангелие от Иоанна позволяет уточнить имена действующих лиц. Хранится в музее архидиоцеза Познань. Точная копия меча святого Петра (работы Богдана Пухальски) хранится в Архикафедральной базилике святых Петра и Павла в Познани.
В то время как воины явились ночью в Гефсиманский сад с целью взятия Иисуса под стражу, лишь один ученик вступился за него — апостол Пётр. Выхватив меч, он отрубил ухо одному из пришедших, но Спаситель даже в предсмертный свой час исцелил раба. Применение Петром оружия и реакция Христа послужили основой для дальнейших околорелигиозных светских дискуссий о том, был ли Христос пацифистом.
Долгое время большинство историков придерживались мнения, что меч является копией, изготовленной в X веке, хотя исследователи из музея Войска Польского в Варшаве считают, что меч святого Петра вполне мог быть изготовлен в I веке на окраинах Римской империи. И в наше время значительная часть исследователей считают меч более поздней подделкой: так, учёные из Великопольского Музея Армии в Познани считают, что меч был выкован в Средние века, а эксперты Мартин Глосек и Лешек Кайзер идентифицируют его как копию первой четверти XIV века.
Так или иначе, вместе с Щербецом меч святого Петра является самой древней подобной реликвией Польши.
Меч сделан из цельного куска железа, только гарда была выкована отдельно. Его длина составляет 70,2 сантиметра, причём изначально меч был на 1 или 2 сантиметра длиннее. Ширина — до 9,4 сантиметров. На рукоятке меча — отверстие диаметром 0,4 сантиметра и глубиной 10,3 сантиметра. На мече было выгравировано «В начале было Слово».

## Культурные аллюзии
Сцена, в которой Апостол Пётр отрубает ухо рабу Малху, послужила мотивом для многих произведений европейских живописцев и нередко сопутствует главному эпизоду взятия Христа под стражу, а также присутствует в барельефах и росписях многих соборов и храмов, как католических, так и православных. В частности, сцену можно увидеть среди росписей Церкви Фёдора Стратилата.
В романе Вальтера Скотта «Аббат» (1820) также упоминается меч Святого Петра.

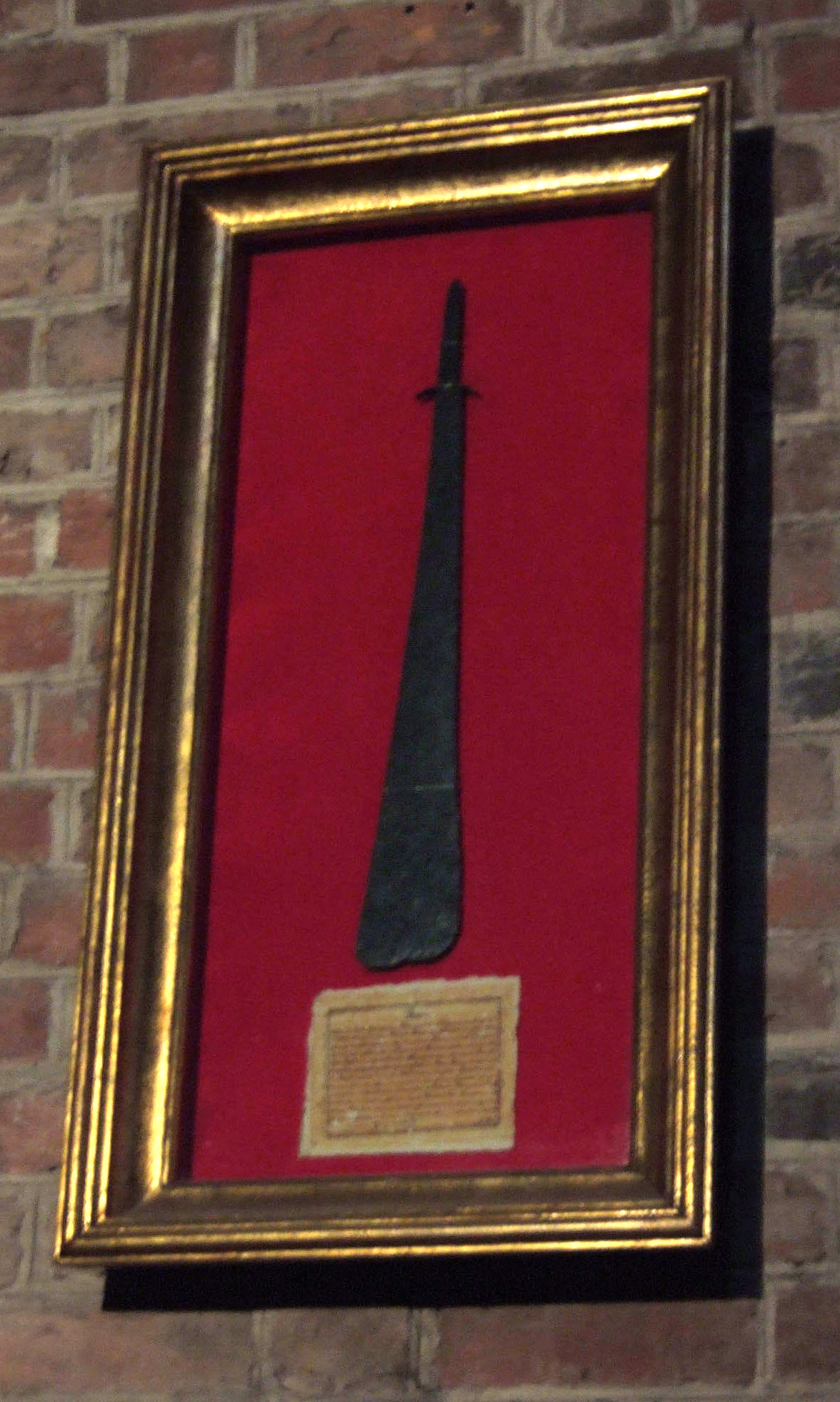
Копия меча, выставленная в Базилике святых Петра и Павла.
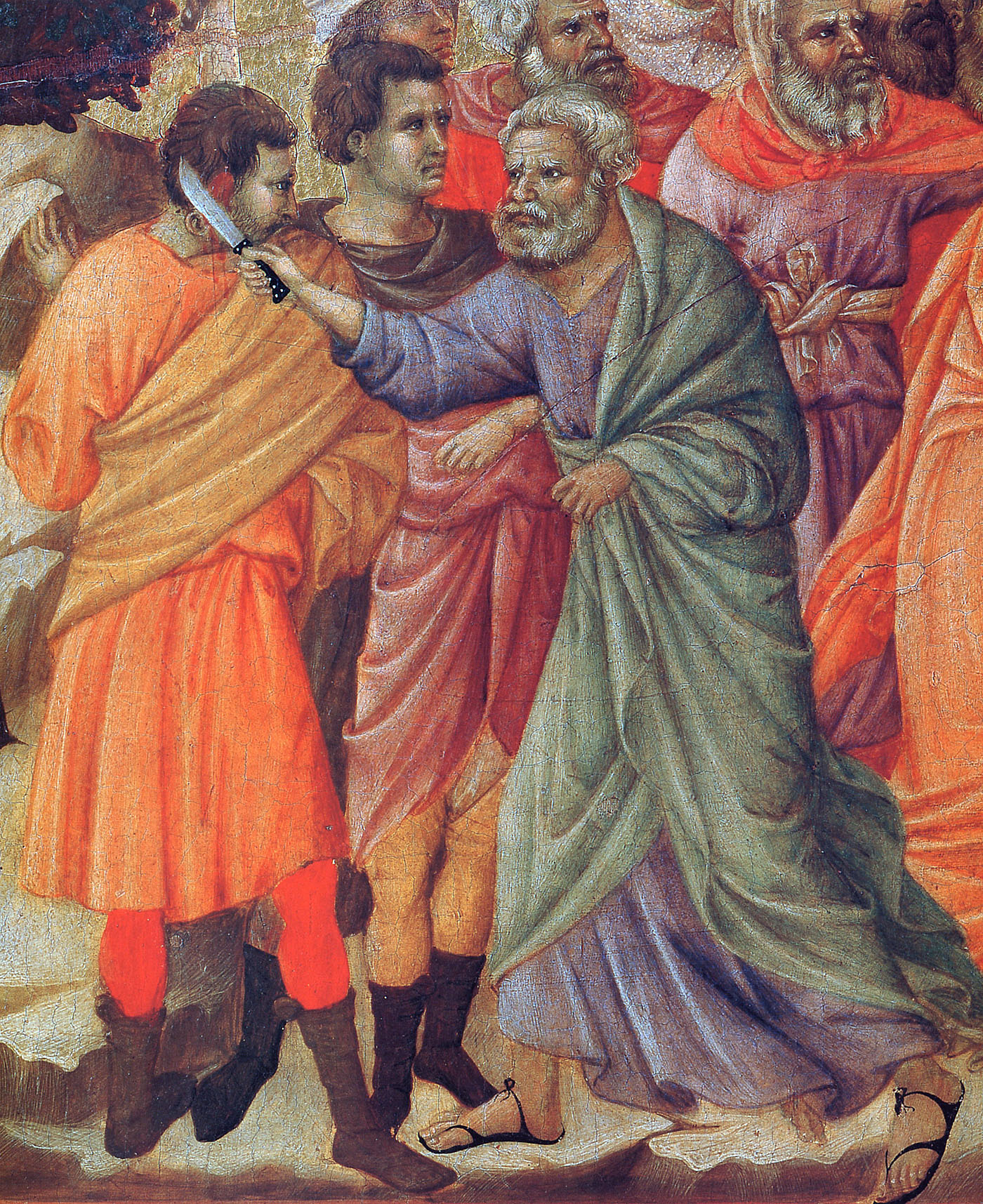
Апостол Пётр отсекает ухо рабу Малху (фрагмент Маэсты Дуччо ди Буонинсенья)
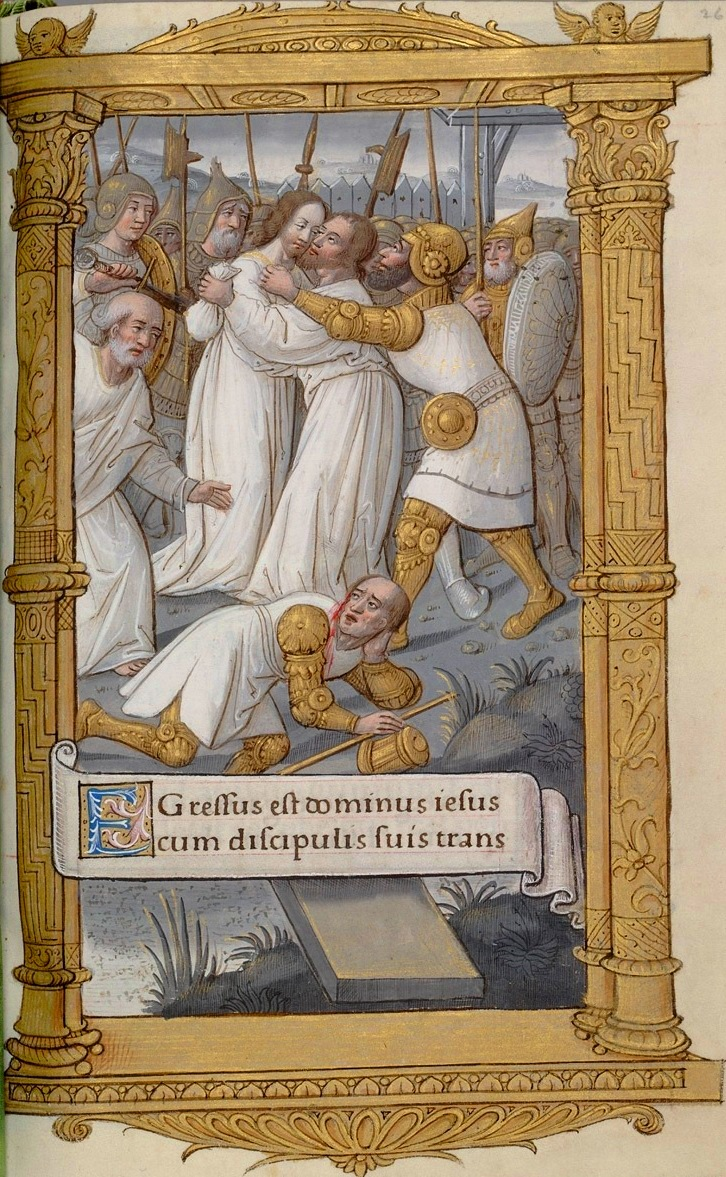
Поверженный раб с отрубленным ухом (средневековая миниатюра)